# Эвуаре Великий
Эвуаре I Огидиган (Великий) (ум. 1473/1475) — оба (правитель) средневекового бенинского государства Убини (Эдо), правивший с около 1440 по 1473/1475 годы.